# Bajram Curri
Bajram Curri ([bajɾam t͡suri]) is na de gemeentelijke herinrichting van 2015 een deelgemeente (njësitë administrative përbërëse) van de Albanese stad (bashkia) Tropojë. Het ligt in het uiterste noorden van Albanië en telt 5300 inwoners (2011).
Bajram Curri ligt in een bergachtig gebied (waardoor het tot 2010 kort moeilijk bereikbaar was) nabij de grens met Kosovo. De stad ligt in het diepe dal van de Valbonërivier, wat haar relatief lage hoogteligging van 360 meter verklaart. Bajram Curri heeft als regionaal centrum veel winkels, een markt en een ziekenhuis.

## Geschiedenis
Bajram Curri is genoemd naar de gelijknamige vrijheidsstrijder en werd in de communistische periode (1952) verder uitgebouwd om Tropojë te vervangen als administratief centrum. Tot dat jaar heette het plaatsje Kolgeçaj.

## Geografie

### Ligging
Rond Bajram Curri liggen kloksgewijs Margegaj, Jaho Salihi, Dojan en Markaj (in de deelgemeente Bujan). Net noordwestelijk van Margegaj loopt de zuidoostelijke grens van het Nationaal Park Valbonëdal.

### Stadsbeeld
Het compacte centrum van Bajram Curri wordt gevormd door de pleinen Sheshi Azem Hajdari, Sheshi Dardania en Sheshi Tahir Sinani, die aan elkaar palen. Op het eerste plein, waar de Rruga Agim Ramadani, Rruga Besëlidhja e Malësisë en Rruga Mic Sokoli elkaar ontmoeten, bevinden zich het stadhuis van Bajram Curri, het nieuwe Hotel Vllaznimi en de districtsoverheid. Aan Sheshi Dardania, westelijk van Sheshi Azem Hajdari, bevinden zich de basketbalarena, het Bajram Curri-museum, dat tijdens de rellen van 1997 werd geplunderd en sindsdien over een beperkte collectie beschikt, en het standbeeld van Bajram Curri, net voor het museum. Dit is eveneens de plek waar vanaf 's morgens vroeg de minibussen (furgonë) die de stad met de rest van het land verbinden zich verzamelen. Het meest westelijke plein, Sheshi Tahir Sinani, huisvest het cultuurpaleis, een school en het Albturist Ermal, een hotel uit de communistische periode dat decennialang het enige in de stad was.
De moskee staat oostelijk van het eigenlijke centrum aan de Rruga Servis Osmani. Het ziekenhuis en de sporthal bevinden zich in het noorden van de stad.

## Bevolking
In de volkstelling van 2011 telde de (voormalige) gemeente Bajram Curri 5.340 inwoners, een daling ten opzichte van 6.561 inwoners op 1 april 2001.

### Religie
In de volkstelling van 2011 identificeerde 73,07% van de bevolking zich met een van de vier belangrijkste denominaties van Albanië. De religieuze bevolking was nagenoeg uitsluitend soennitisch moslim (3.825 personen oftewel 71,63%). De christenen vormden 1,44% van de bevolking.
| Plaats       | Bevolking (2011) | Islam (%)      | Katholiek (%) | Orthodox (%) | Bektashisme (%) |
| ------------ | ---------------- | -------------- | ------------- | ------------ | --------------- |
| Bajram Curri | 5.340            | 3.825 (71,63%) | 76 (1,42%)    | 1 (0,02%)    | - (-)           |

## Geboren
- Besnik Mustafaj (1958), schrijver en minister van Buitenlandse Zaken
- Azem Hajdari (1963-1998), parlementslid
- Gerhard Progni (1986), voetballer